# 下町不思議町物語
『下町不思議町物語』（したまちふしぎちょうものがたり）は、香月日輪による小説作品。2007年に岩崎書店のYA!フロンティアから刊行。YA!フロンティアの挿絵は藤丘ようこが担当している。2012年に新潮文庫より復刊された。

## ストーリー
小学六年生の須田直之がふしみ町で出会う高塔や様々な人々とふれ合いながら、自身の抱える様々な問題と対峙していく物語。

## 主な登場人物
須田 直之（すだ なおゆき）
本作の主人公。小学六年生。物怖じせず明るい性格。
幼い頃にかかった病気が原因で体と頭の発達が周りより少し遅れており、三年生までは養護学級にいた。字の読み書きが苦手で国語の成績は悪い。しかしその反面、算数は「ただのパズル」と言うくらい得意。現在は父の宏尚、祖母の清乃と実家で暮らしているが、清乃からは「宏尚と駆け落ちした女の子供」という理由で快く思われておらず、直之も彼女を苦手としている。今まで大阪に住んでいた為、関西弁で話す。
高塔（たかとう）
直之がふしみ町で出会い、師匠と呼び慕っている男。関西弁で話し、眼鏡をかけて着物を着ている。常に煙管を吸う愛煙家。修繕屋（リペアラー）を名乗る。
自宅には様々な物品が置かれており、幽霊などが出入りすることもある。悲しみに暮れる人から集めた「夢のかけら」をコレクションしている。『大江戸妖怪かわら版』にも修繕屋の肩書きで登場している。
古本屋
ふしみ町の喫茶店の客。茶髪で丸眼鏡を付けている。『妖怪アパートの幽雅な日常』にも登場する人物。
犬塚（いぬづか）
新宿署に務める刑事。学生時代はラガーマンだったらしく、がっしりとした精悍な体つきをしている。霊媒体質の為、捜査先などで毎回のように霊がくっついてきてしまう。そしてその都度、喫茶店の常連客にいつも霊を取って貰っている。
高塔と直之からはポチ（苗字に犬の字が入っている為）と呼ばれている。『全裸男と柴犬男』にも、主人公の近所に住む先輩として登場する。また、霊視能力を持つことが判明。
運転手
高塔の家に遊びに来た直之を、いつも家に送り届けてくれる白いタクシーの運転手。いつも帽子を目深に被っている。
須田 宏尚（すだ ひろなお）
直之の父。温厚で物静かな性格。
元々は名家の御曹司。しかし跡継ぎに相応しい器や才覚などは持ち合わせてはいない。直之が清乃に目の敵にされている事を心苦しく思っている反面、実家にいれば十分な生活も教育も、何よりまた病気をしたとしても最高の治療を受けさせてやれる事もあり、そういったジレンマに日夜悩まされている。父親が亡くなった時に財産分与されているため資産は十分にあるのだが、清乃によって自由に使えないようになっている。現在は普通の会社の事務で、いつも夜遅くまで働いている。亜矢という姉がいるが、実家を出ている。
須田 清乃（すだ きよの）
直之の祖母。性格は非常に厳格で、しつけに厳しい。
無数にある須田の会社、及び地元の経済界などに強大な影響力と権力を持っており、会合や集会で常に忙殺されている。宏尚と駆け落ちした女の子供である直之を快く思っておらず、いつも冷たく接している。息子である宏尚にも同様に接する。
花野（はなの）
須田家の使用人。直之からは「ハナちゃん」と呼ばれている。直之の事を気にかけてくれる数少ない人物。笑い上戸。
赤城先生
直之のクラスの担任教師。女性。直之と耕太の喧嘩に頭を抱えながらもいつも止めてくれる。
吉本 耕太（よしもと こうた）
直之のクラスメイトで、ガキ大将。直之を目の敵にし、何かと因縁をつけていじめてくる。ゴン太と呼ばれている。
『地獄堂霊界通信』にも吉本という小学生の登場人物がいるが、同一人物かどうかは不明。
佐知代（さちよ）
宏尚の駆け落ち相手で、直之の実母。宏尚と離婚した後、大阪のミナミでホステスとして働いている。源氏名は「マキ」。

## 用語
ふしみ町
下町の雰囲気が漂う町。作中では子供にとって特別な場所で、トトロの家のような場所と言われている。
夢のかけら
人の果たしたくても果たせなかった夢が欠片となった物。寝ている間に流れた涙が夢のかけらとなり、小人が拾う。

## 既刊
香月日輪、岩崎書店<YA!フロンティア>、全1冊
- （2007年8月15日） ISBN 978-4-265-07204-0

香月日輪、新潮社<新潮文庫>、全1冊
- （2012年1月28日） ISBN 978-4-101-38161-9